# Vorderscheinberg
Die Vorderscheinberg ist ein Berg in den Ammergauer Alpen auf dem Gebiet der Gemeinde Halblech.
Er ist Teil des hufeisenförmigen Kamms, auf dem sich noch Kesselwand und Hasentalkopf erheben. 
Der Kessel, den der Vorderscheinberg mit einschließt ist eine Großdoline und als Geotop ausgezeichnet.
Der Gipfel selbst lässt sich vom Lösertaljoch aus erreichen.